# Polystichum incisopinnulum
Polystichum incisopinnulum är en träjonväxtart som beskrevs av H. S. Kung och L.B.Zhang. Polystichum incisopinnulum ingår i släktet Polystichum och familjen Dryopteridaceae. Inga underarter finns listade.